# Antipas von Pergamon
Antipas von Pergamon († um 92) war ein früher Christ, der in der Offenbarung des Johannes erwähnt wird.
In der Offenbarung des Johannes (2,13 ) wird Antipas ein „treuer Zeuge“ genannt. Dort wird auch erwähnt, dass Antipas in Pergamon, „wo der Satan wohnt“, als Märtyrer gestorben sei. Der Legende nach erlitt Antipas das Martyrium, indem er in einen glühend heißen ehernen Ochsen geworfen worden war, der der einheimischen Bevölkerung zur Vertreibung von Dämonen diente.
Während die Kirchen des Westens meinen, Antipas sei während der Regierung des Domitian getötet worden, lehrt man in den Ostkirchen, dies geschah während der Herrschaft des Nero rund 28 Jahre früher.
Antipas wird als Heiliger verehrt. Sein Gedenktag ist der 11. April. Er wird von Gläubigen zur Heilung von Zahnschmerzen angerufen. Ihm war möglicherweise die Basilika in der Roten Halle in Pergamon oder einer der beiden dazugehörigen Rundbauten geweiht.